# Energy Standard
Energy Standard est une équipe de nageurs professionnels basée à Paris, en France, et qui participe à l'International Swimming League depuis sa création en 2019.